# Sinzig
Sinzig è una città di 17.490 abitanti della Renania-Palatinato, in Germania.

Appartiene al circondario (Landkreis) di Ahrweiler (targa AW).